# Nguyễn Thiếu Hoa
Nguyễn Thiếu Hoa (sinh ngày 24 tháng 6, 1952) là một tiến sĩ, nghệ sĩ nhân dân, nhạc trưởng người Việt Nam.

## Tiểu sử
Nguyễn Thiếu Hoa được sinh ra trong gia đình có truyền thống nghệ thuật. Cha ông là nghệ sĩ tuồng Nguyễn Văn Ốn, mẹ là nghệ nhân chèo. Ông có 2 em trai là nghệ sĩ đàn nhị Nguyễn Thế Dân và nghệ sĩ tuồng Nguyễn Mạnh Đức. 11 tuổi, ông bắt đầu học sơ cấp âm nhạc chính quy tại Nhạc viện Hà Nội (nay là Học viện Âm nhạc Quốc gia Việt Nam).

## Sự nghiệp
Năm 1970, ông được cử sang học tại Liên Xô môn kèn Cor và môn chỉ huy hợp xướng tại Nhạc viện Tchaikovsky. Năm 1976, ông được chọn vào lớp Chỉ huy dàn nhạc giao hưởng và Opera của giáo sư Leo Ghinzburg, sau đó là giáo sư Kitaenko. Thời gian sau, ông chỉ huy rất nhiều buổi hòa nhạc ở Liên Xô và giảng dạy âm nhạc tại Moskva.
Tháng 9 năm 2002, Nguyễn Thiếu Hoa được mời sang Busan (Hàn Quốc) chỉ huy chương trình chào mừng Á vận hội lần XIV với tác phẩm giao hưởng số 9 của Beethoven. Với sự kiện này, Nguyễn Thiếu Hoa là người Việt Nam đầu tiên được mời ra nước ngoài chỉ huy dàn nhạc giao hưởng lớn.
Hiện ông là chỉ huy chính của dàn nhạc giao hưởng Hà Nội thuộc Học viện Âm nhạc Quốc gia Việt Nam, phó chủ nhiệm khoa Lý luận, sáng tác, chỉ huy của học viện.

### Giải thưởng, danh hiệu
Trong lĩnh vực sáng tác, ông đã nhận được những giải thưởng của hội nhạc sĩ Việt Nam với các tác phẩm như: "3 Preludes cho piano" năm 1998; "Khúc hồi tưởng viết cho cello và piano" năm 2001; "Giao hưởng cho dàn nhạc" năm 2002; "Tứ tấu cho kèn gỗ và Cor" năm 2003; "Khúc mở đầu – Overture" – Hội làng viết cho dàn nhạc và đàn nhị độc tấu.
Ông được nhà nước Việt Nam trao tặng danh hiệu Nghệ sĩ ưu tú năm 2007 và Nghệ sĩ nhân dân năm 2015.

### Tranh cãi
Năm 2008, trong chương trình hòa nhạc hữu nghị Canada - Việt Nam nhân dịp kỷ niệm Quốc khánh Canada, ông bị cho là nhận tiền bồi dưỡng của các sinh viên khi mọi việc đã được giải quyết hợp lý.
Năm 2011, xuất hiện 7 sinh viên thuộc chuyên ngành sáng tác, Khoa Lý luận - Sáng tác- Chỉ huy (thuộc Học viện Âm nhạc Quốc gia Việt Nam) lên tiếng việc phải trả gần 20 triệu đồng một người cho buổi thi tốt nghiệp của mình do Nguyễn Thiếu Hoa giảng dạy. Trong buổi thi tốt nghiệp, mỗi sinh viên phải có tác phẩm giao hưởng chơi trên dàn nhạc. Buổi thi tháng 4 năm 2011 do 40 nhạc công chơi trực tiếp trên dàn nhạc. Mỗi thí sinh dự thi phải bỏ ra số tiền 19,3 triệu đồng, tổng cộng 135 triệu đồng. Ngay sau đó, báo Tiền Phong đã đăng tải hai ý kiến trái ngược để phân tích xung quanh vụ việc này. Tiền phong bày tỏ sự cảm thông với những sinh viên và cho rằng "Bởi là sinh viên, dĩ nhiên rất khó khăn để có 20 triệu đồng". Mặt khác, tờ báo cũng bày tỏ "những người giỏi của Lý - Sáng - Chỉ vẫn luôn được giới chuyên môn ngưỡng mộ nhưng cũng luôn gặp khó khăn về tiền bạc". Trước sự việc này, ông cho biết chỉ nhận 5 triệu tiền chỉ huy. Số tiền còn lại (15 triệu) sẽ trả cho dàn nhạc, và ông cho biết đã thỏa thuận với sinh viên.